# (21328) Otashi
(21328) Otashi est un astéroïde de la ceinture principale.

## Description
(21328) Otashi est un astéroïde de la ceinture principale. Il fut découvert le 11 janvier 1997 à Ōizumi par Takao Kobayashi. Il présente une orbite caractérisée par un demi-grand axe de 2,36 UA, une excentricité de 0,04 et une inclinaison de 7,2° par rapport à l'écliptique.

## Compléments